# Residenza del Quaid-e-Azam
La residenza del Quaid-e-Azam (in urdu قائد اعظم ریزڈنسی‎?, Qā'id-e A'zam Rẹziḋinsī), nota anche come Ziarat Residency, è un edificio situato a Ziarat, nella provincia del Belucistan, in Pakistan. È la località nella quale Mohammad Ali Jinnah trascorse gli ultimi due mesi e dieci giorni della sua vita. È il simbolo più importante della città, costruita nel 1892 durante la dominazione britannica. L'edificio è una struttura in legno, originariamente concepito come casa di cura, prima di essere trasformato in residenza estiva dell'agente del Governatore Generale. È stato dichiarato sia patrimonio che monumento nazionale, ed è considerato di grande importanza architettonica.
La residenza venne danneggiata durante il terremoto del 29 ottobre 2008. Tuttavia, la struttura in cemento rimase intatta. Le fotografie e gli altri manufatti non subirono danni. Il 15 giugno 2013, la residenza venne presa di mira con i razzi, e parti in legno della costruzione vennero colpite a seguito dell'attacco. Tuttavia, il governo del Pakistan promise di ripristinare il sito. 
Dopo i lavori di ricostruzione, eseguiti da Nayyer Ali Dada, l'edificio venne riconvertito in "Ziarat Residency" e aperto il 14 agosto 2014 dal primo ministro del Pakistan Mian Muhammad Nawaz Sharif. L'edificio è ora aperto a tutti.